# Sinagoga din Zalău
Sinagoga din Zalău a fost un lăcaș de cult din orașul Zalău.